# بخش بوفالو، شهرستان رایت، مینه سوتا
بخش بوفالو (به انگلیسی: Buffalo Township) یک منطقهٔ مسکونی در ایالات متحده آمریکا است که در شهرستان رایت، مینه‌سوتا واقع شده‌است.
 بخش بوفالو ۷۵٫۸ کیلومتر مربع مساحت و ۱۰,۰۹۷ نفر جمعیت دارد و ۳۱۴ متر بالاتر از سطح دریا واقع شده‌است.